# 이천 설봉산 삼형제바위
이천 설봉산 삼형제바위(利川 雪峯山 三兄弟 바위)는 경기도 이천시 설봉산에 있는 한국의 화강암 바위이다. 삼형제가 나란히 서 있는 듯 한 모양을 가지고 있어서 삼형제 바위라고 불린다.

## 개요
설봉산 등산로 입구에서 15분 정도 오르면 산 중턱에 나란히 서있는 커다란 세 개의 바위를 볼 수 있다. 설봉산 삼형제바위라고 부르며 이천9경 중 제3경에 지정되어 있다. 이 바위는 지질학적으로 중생대 쥐라기에 형성된 대보 화강암에 속하는 화강암 바위이다. 

## 이천 설봉산 삼형제바위 전설
이천 설봉산 삼형제바위에 대한 전설은 두 가지가 전해지고 있다.
- 나뭇꾼 삼형제 전설[3][4][5]

아주 오랜 옛날, 가난한 집에 늙은 어머니를 모시고 나무를 해다가 팔아 생계를 유지하며 살아가는 아들 삼형제가 있었다. 비록 살림살이가 어려웠지만, 삼형제는 우애가 두텁고, 어머니에 대한 효성이 지극하여 인근 지방에 효자 아들로 이름이 널리 알려져 있었다.
그러던 어느날, 설봉산으로 나무하러 갔던 삼형제가 날이 저물도로 돌아오지 않자, 어머니는 근심을 하면서 아들을 찾아 산으로 가게 되었다. 그런줄도 모르는 아들들은 나무를 한짐씩 잔뜩하여 집으로 돌아와 보니 어머니가 계시지 않았다. 어머니를 찾아 온 산을 헤메고 있을 때, 어디선가 호랑이 울음소리가 들려 삼형제가 쏜살같이 달력가보니 수십길이 넘는 낭떠러지 밑에 어머니가 쓰러져 있고, 호랑이가 뜯어 먹으려는 순간이었다.
이 광경을 본 삼형제 아들들이 똑같이 어머니를 부르며 뛰어 내렸는데, 그 순간 세 덩어리의 바위가 되었다고 한다.

- 병사로 간 삼형제 전설[3][4]

오랜 옛날 홀어머니 밑에 삼형제가 있었다. 삼형제가 한꺼번에 3년 기한인 병졸로 모두 뽑혀가 먼 변방으로 가게 되었다. 세 아들만 의지하여 살던 어미니는 아들의 무사하기를 조석으로 빌었으나, 약속한 3년이 지나도 이들이 돌아오지를 않았다. 혼자서 생계를 이어가던 홀어머니는 병을 얻게 되고, 그리던 아들을 보지못한 채 홀로 세상을 떠나고 말았다. 병졸의 의무를 다 마치고 삼형제가 집으로 돌아와 어머니의 죽음을 슬퍼하며 어머니의 무덤 곁에 엎드려 명복을 빌며 일어날 줄 몰랐고, 그대로 세 덩어리의 바위가 되었다는 것이다. 

## 사진

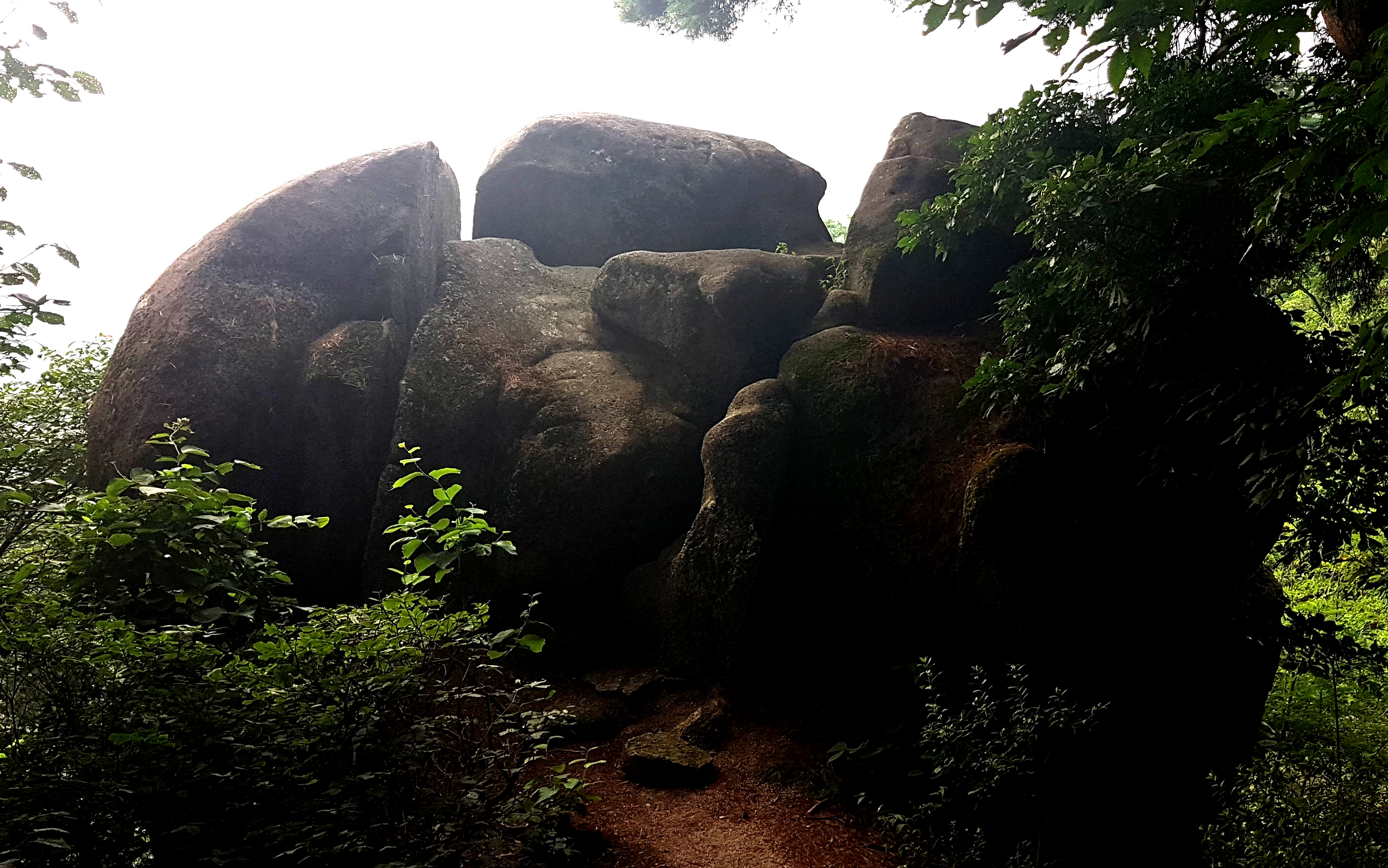
설봉산 삼형제 바위

## 같이 보기
- 이천 영월암
- 설봉공원
- 설봉산
- 이천시의 지질
- 한국의 화강암
- 설봉호

## 참고 자료
- 이천 설봉산 삼형제바위 - 국가유산청 국가유산포털